# Anacerdochroa similis
Anacerdochroa similis es una especie de coleóptero de la familia Oedemeridae.

## Distribución geográfica
Habita en Namibia.